# Winter-Universiade 2019
Die 29. Winter-Universiade wurde vom 2. bis 12. März 2019 im russischen Krasnojarsk ausgetragen.

## Wettkampfstätten
| Wettkampfstätte                          | Ort         | Sportart                          |
| ---------------------------------------- | ----------- | --------------------------------- |
| Biathlon Academy Multifunctional Complex | Krasnojarsk | Biathlon                          |
| Yenisey Stadium                          | Krasnojarsk | Bandy                             |
| Ivan Yarygin Sports Palace               | Krasnojarsk | Curling                           |
| Arena Sever                              | Krasnojarsk | Eishockey Shorttrack              |
| Crystal Ice Arena                        | Krasnojarsk | Eishockey                         |
| Pervomaisky Ice Arena                    | Krasnojarsk | Eishockey                         |
| Sopka Cluster                            | Krasnojarsk | Freestyle-Skiing Snowboard        |
| Funpark Bobrovy Log                      | Krasnojarsk | Ski Alpin                         |
| Raduga Cluster                           | Krasnojarsk | Skilanglauf Ski-Orientierungslauf |
| Platinum Arena                           | Chabarowsk  | Eiskunstlauf                      |

## Zeitplan

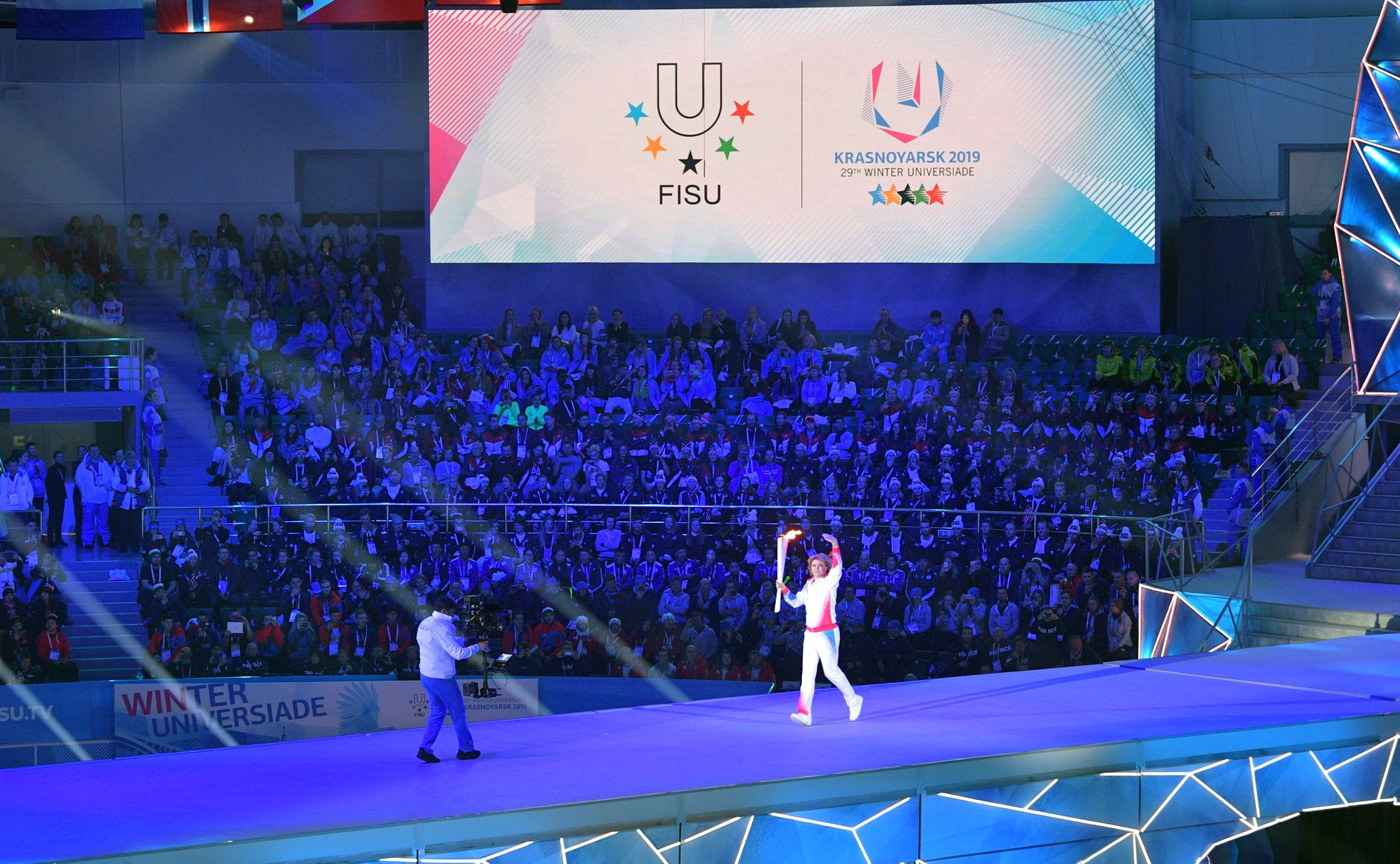
Eröffnungsfeier

| Zeitplan              | Zeitplan | Zeitplan | Zeitplan | Zeitplan | Zeitplan | Zeitplan | Zeitplan | Zeitplan | Zeitplan | Zeitplan | Zeitplan | Zeitplan | Zeitplan           |
| Disziplin             | Fr. 1.   | Sa. 2.   | So. 3.   | Mo. 4.   | Di. 5.   | Mi. 6.   | Do. 7.   | Fr. 8.   | Sa. 9.   | So. 10.  | Mo. 11.  | Di. 12.  | Ent- schei- dungen |
| Disziplin             | März     | März     | März     | März     | März     | März     | März     | März     | März     | März     | März     | März     | Ent- schei- dungen |
| --------------------- | -------- | -------- | -------- | -------- | -------- | -------- | -------- | -------- | -------- | -------- | -------- | -------- | ------------------ |
| Eröffnungsfeier       |          |          |          |          |          |          |          |          |          |          |          |          |                    |
| Bandy                 |          |          |          |          |          |          |          | 1        |          | 1        |          |          | 2                  |
| Biathlon              |          |          |          | 2        |          | 2        | 2        |          | 1        | 2        |          |          | 9                  |
| Curling               |          |          |          |          |          |          |          |          |          | 2        |          |          | 2                  |
| Eishockey             |          |          |          |          |          |          |          |          |          |          | 1        | 1        | 2                  |
| Eiskunstlauf          |          |          |          |          |          |          | 2        | 1        | 2        |          |          |          | 5                  |
| Freestyle-Skiing      |          |          | 2        | 1        |          | 2        |          |          | 2        | 2        | 2        |          | 11                 |
| Shorttrack            |          |          |          | 2        | 2        | 4        |          |          |          |          |          |          | 8                  |
| Ski Alpin             |          |          | 2        | 1        | 1        |          | 1        | 1        | 1        | 1        | 1        |          | 9                  |
| Skilanglauf           |          |          |          | 2        |          | 2        |          | 1        | 2        |          | 1        | 1        | 11                 |
| Ski-Orientierungslauf |          |          |          | 2        | 2        |          | 1        |          |          | 2        |          |          | 7                  |
| Snowboard             |          |          | 2        |          | 2        | 2        |          | 2        |          | 2        |          |          | 10                 |
| Abschlussfeier        |          |          |          |          |          |          |          |          |          |          |          |          |                    |
| Entscheidungen        |          |          | 8        | 10       | 7        | 12       | 6        | 5        | 8        | 13       | 5        | 2        | 76                 |
|                       | Fr. 1.   | Sa. 2.   | So. 3.   | Mo. 4.   | Di. 5.   | Mi. 6.   | Do. 7.   | Fr. 8.   | Sa. 9.   | So. 10.  | Mo. 11.  | Di. 12.  | Gesamt             |
| März                  |          |          |          |          |          |          |          |          |          |          |          |          | Gesamt             |

Farblegende

## Teilnehmer
| Teilnehmer der Winter-Universiade 2019 | Teilnehmer der Winter-Universiade 2019 | Teilnehmer der Winter-Universiade 2019 |
| Europa (Athleten aus 36 Ländern) | Europa (Athleten aus 36 Ländern) | Europa (Athleten aus 36 Ländern) |
| --- | --- | --- |
| - Armenien (5) - Belarus (22) - Belgien () - Bulgarien (4) - Deutschland () - Estland () - Finnland () - Frankreich - Georgien () - Großbritannien () - Island () - Israel | - Irland () - Italien () - Kroatien () - Lettland () - Liechtenstein - Litauen () - Luxemburg () - Moldau - Niederlande () - Norwegen () - Österreich (10) - Polen () | - Portugal () - Rumänien - Russland - Schweden () - Schweiz () - Serbien - Slowakei () - Slowenien () - Spanien () - Tschechien () - Türkei () - Ungarn () |
| Amerika (Athleten aus 5 Ländern) | | |
| - Argentinien () - Brasilien (2) | - Kanada () - Mexiko () | - Vereinigte Staaten () |
| Asien (Athleten aus 16 Ländern) | | |
| - Afghanistan (2) - China, Volksrepublik () - Hongkong () - Indonesien - Japan () - Kasachstan ()                                                                          | - Kirgisistan - Korea, Rep. () - Libanon - Malaysia - Mongolei () | - Nepal - Philippinen * () - Tadschikistan - Vereinigte Arabische Emirate * () - Usbekistan ()                                                             |
| Ozeanien (Athleten aus 1 Land) | | |
| - Australien () | | |
| (Anzahl der Athleten) * erstmalige Teilnahme an Winter World University Games                                                                                              | | |

## Medaillenspiegel
| Platz  | Mannschaft          | Gold | Silber | Bronze | Gesamt |
| ------ | ------------------- | ---- | ------ | ------ | ------ |
| 1      | Russland            | 41   | 39     | 31     | 111    |
| 2      | Südkorea            | 6    | 4      | 4      | 14     |
| 3      | Japan               | 5    | 4      | 4      | 13     |
| 4      | Österreich          | 3    | 3      | –      | 6      |
| 5      | Finnland            | 3    | 2      | 7      | 12     |
| 6      | Norwegen            | 3    | 2      | 3      | 8      |
| 7      | Frankreich          | 2    | 4      | 7      | 13     |
| 8      | Schweiz             | 2    | 2      | 3      | 7      |
| 9      | Deutschland         | 2    | 1      | 2      | 5      |
| 9      | Schweden            | 2    | 1      | 2      | 5      |
| 11     | Belarus             | 2    | 1      | –      | 3      |
| 12     | Tschechien          | 1    | 2      | 3      | 6      |
| 13     | Kanada              | 1    | 2      | 2      | 5      |
| 14     | Volksrepublik China | 1    | 2      | 1      | 4      |
| 15     | Italien             | 1    | 1      | 1      | 3      |
| 16     | Polen               | 1    | 1      | –      | 2      |
| 17     | Kasachstan          | –    | 4      | 4      | 8      |
| 18     | Slowakei            | –    | 1      | –      | 1      |
| 19     | Georgien            | –    | –      | 1      | 1      |
| 19     | Großbritannien      | –    | –      | 1      | 1      |
| Gesamt | Gesamt              | 76   | 76     | 76     | 228    |